# 1934 في بلجيكا
فيما يلي قوائم الأحداث التي وقعت خلال عام 1934 في بلجيكا.

## سياسة

### تعيين في المنصب
- 23 فبراير – ليوبولد الثالث ملك بلجيكا King of the Belgians  [لغات أخرى]‏.

### انتهاء فترة المنصب
- 17 فبراير – ألبرت الأول ملك بلجيكا King of the Belgians  [لغات أخرى]‏.

## مواليد

### مايو
- 2 مايو – إتيان فرميش فيلسوف بلجيكي.
- 27 مايو – جوس دي باكر درّاج طريق بلجيكي.

### يونيو
- 6 يونيو – ألبير الثاني ملك بلجيكا سياسي بلجيكي.

### نوفمبر
- 28 نوفمبر – دانيال الموت دراج بلجيكي.

### ديسمبر
- 18 ديسمبر – مارك ريتش

## وفيات

### فبراير
- 17 فبراير – ألبرت الأول ملك بلجيكا (مواليد 1875)

### يوليو
- 2 يوليو – بول ديميتر (مواليد 1904) متسابق دراجات نارية بلجيكي.

### ديسمبر
- 4 ديسمبر – ادريان دي جيرلاش (مواليد 1866) مستكشف بلجيكي.